# John Congleton
John Congleton est un musicien, producteur indépendant et ingénieur du son américain basé à Dallas (Texas).
Outre les albums de son groupe The Paper Chase, John Congleton a produit le travail de nombreux artistes tels que Nelly Furtado, Explosions in the Sky, Clinic, Baroness, Bill Callahan et The Polyphonic Spree.
En plus de son travail de production, Congleton a composé de la musique pour Discovery Channel, MTV (Jackass) et NBC (Scrubs).
Même s'il produit principalement des groupes de rock indépendant, John Congleton ne souhaite pas voir son nom associé à un seul style musical.
Dès l'adolescence à Dallas, il commence à enregistrer régulièrement des groupes de punk rock. Il étudie la composition de jazz à l'Université du North Texas. Il est alors embauché dans le studio de l'université pour enregistrer notamment un programme musical hebdomadaire, apprenant sur le tas la prise de son dans l'urgence d'instruments et de formation très divers. Son apprentissage des techniques d'enregistrement se poursuit au studio Electrical Audio de Chicago, où il travaille ensuite pendant un an auprès de Steve Albini, auquel il se lie d'amitié.
John Congleton co-gère le studio Elmwood Recording, installé dans un ancien funérarium à Dallas.
John Congleton a reçu le Grammy du meilleur album de musique alternative pour St. Vincent aux 57èmes Grammy Awards.
Des articles ont rapporté que John Congleton aurait participé à plusieurs sessions d'enregistrement en 2015 avec le groupe islandais Sigur Rós ,, mais cette collaboration n'a à ce jour en 2020 pas donné lieu à la publication d'enregistrements.

## Quelques disques produits, enregistrés et/ou mixés par John Congleton[2],[3]
- 2003 : Explosions in the Sky - The Earth is Not a Cold Dead Place
- 2007 : Explosions in the Sky - All Of A Sudden I Miss Everyone[9]
- 2007 : The Polyphonic Spree - The Fragile Army
- 2008 : This Will Destroy You - This Will Destroy You
- 2009 : Baroness - Blue Record
- 2009 : St. Vincent - Actor
- 2009 : The Thermals - Now We Can See
- 2010 : Clinic - Bubblegum
- 2010 : Shearwater - The Golden Archipelago
- 2010 : The Walkmen - Lisbon
- 2011 : Bill Callahan - Apocalypse
- 2011 : Clap Your Hands Say Yeah - Hysterical
- 2011 : Okkervil River - I Am Very Far[1]
- 2011 : St. Vincent - Strange Mercy[10]
- 2012 : Papier Tigre - Recreation
- 2013 : The Black Angels - Indigo Meadow
- 2013 : Anna Calvi - One Breath[11]
- 2014 : Cloud Nothings - Here and Nowhere Else
- 2014 : Angel Olsen - Burn Your Fire For No Witness
- 2014 : St. Vincent - St. Vincent
- 2014 : Swans - To Be Kind
- 2014 : Xiu Xiu - Angel Guts: Red Classroom[12]
- 2015 : FFS - FFS
- 2015 : John Grant - Grey Tickles, Black Pressure[13]
- 2015 : Lower Dens - Escape From Evil[14]
- 2015 : Chelsea Wolfe - Abyss[15]
- 2016 : Explosions in the Sky - The Wilderness[16]
- 2016 : Suuns - Hold/Still[17]
- 2016 : Wild Beasts - Boy King[18]
- 2017 : Blondie - Pollinator[19]
- 2017 : Nelly Furtado - The Ride[20]
- 2017 : Future Islands - The Far Field[21]
- 2017 : Goldfrapp - Silver Eye[22]
- 2017 : Xiu Xiu - Forget[23]
- 2018 : The Decemberists - I’ll Be Your Girl[24]
- 2019 : Angel Olsen - All Mirrors[25]
- 2019 : Sharon Van Etten - Remind Me Tomorrow[26]
- 2022 : Ezra Furman - All Of Us Flames[27]
- 2022 : Midlake - For The Sake Of Bethel Woods[28]
- 2022 : Regina Spektor - Home, Before And After[29]
- 2022 : Whitney - Spark[30]
- 2023 : Explosions In The Sky - End[31]
- 2023 : The Murder Capital - Gigi's Recovery[32]
- 2024 : Mannequin Pussy - I Got Heaven[33]
- 2024 : Sleater-Kinney - Little Rope[34]
- 2024 : 90 Day Men - We Blame Chicago[35]
- 2025 : Mogwai - The Bad Fire[36]
- 2025 : The Murder Capital - Blindess[37]